# Âu Cơ

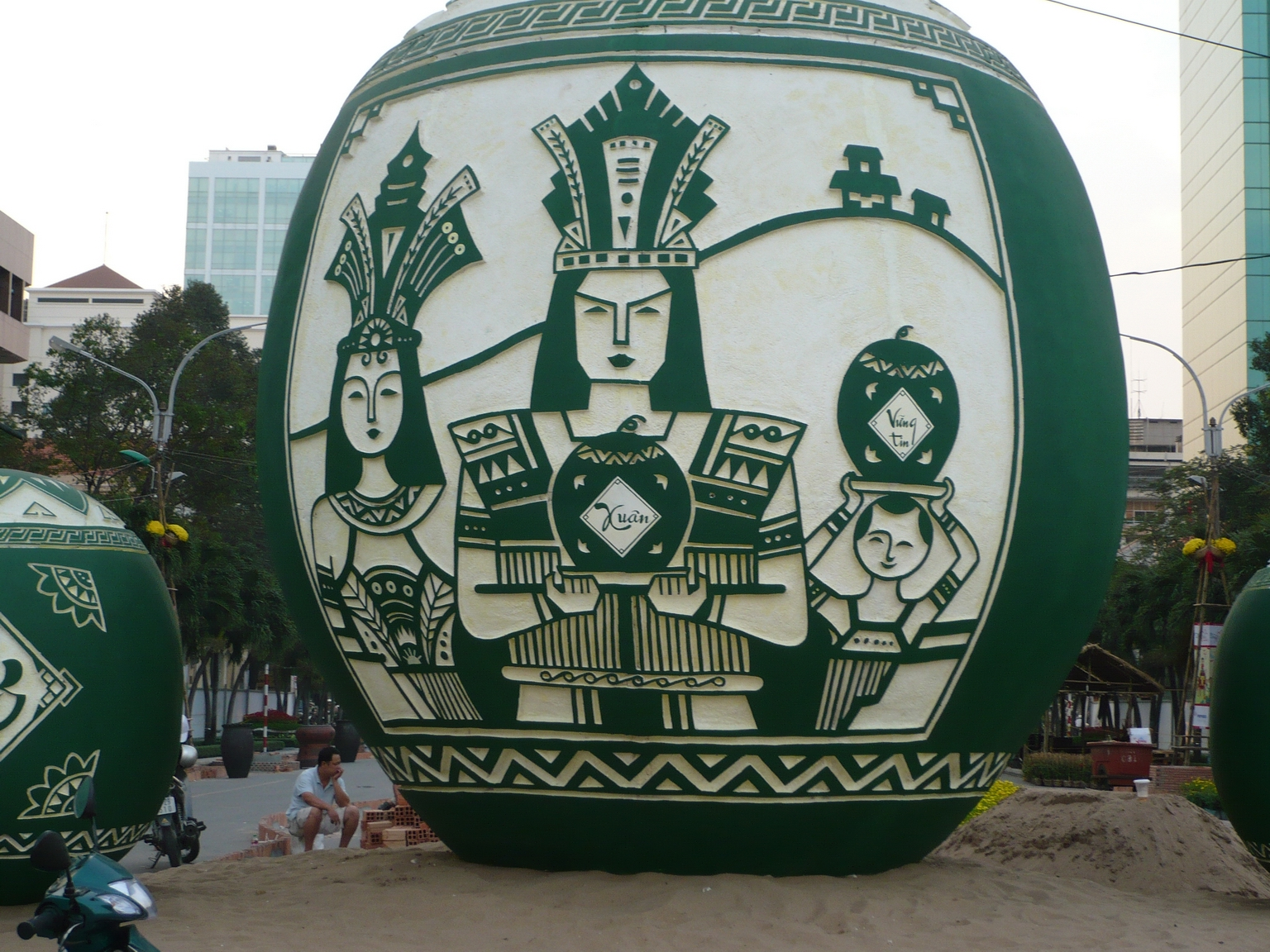
Au Co é mostrada no lado esquerdo, enquanto o marido Lạc Long Quân está no centro. Esta exposição foi criada para o Festival Tet de 2009.

Âu Cơ (em chữ Hán: 嫗姬), de acordo com a mitologia vietnamita, era uma fada imortal que vivia nas montanhas, que se casou com Lạc Long Quân e deu à luz um saco de ovos de onde originou-se uma centena de crianças conhecidas coletivamente como Bach Viet, que são considerados os antepassados dos vietnamitas, de acordo com o mito da criação para os vietnamitas. Au Co é muitas vezes homenageada como a Mãe da civilização Vietnamita.

## Mitologia
Au Co era uma jovem bonita, uma fada, que vivia no alto das montanhas. Ela viajava constantemente para curar aqueles que sofriam, porque ela era hábil em medicina e tinha um coração compassivo. Um dia, um monstro a assustou, por isso, ela se transformou em uma garça para voar para longe quando precisasse. Lạc Long Quân, um rei dragão do mar, viu-la em perigo, então ele pegou uma pedra e matou o monstro. Quando Au Co parou para ver quem a ajudou, ela virou e transformou-se em uma fada e passou a sentir imediatamente um amor para com seu benfeitor. Ela deu à luz um saco de ovos, a partir do qual nasceram 100 crianças. No entanto, apesar de seu amor, ela desejava viver nas montanhas de novo e ele ansiava por viver no mar. Eles se separaram, cada um levando 50 crianças para seu destino. Au Co estabeleceu-se na região montanhosa do norte do Vietnã, onde ela criou 50 crianças inteligentes, líderes e fortes, que mais tarde ficaram conhecidos como os Hung Vuong, os reis.